# Даньків Іван Дем'янович
Іва́н Дем'я́нович Да́ньків (6 липня 1881, с. Угринів,  нині Підгаєцька міська громада, Тернопільський район, Тернопільська область — 1946) — учасник Національно-Визвольних змагань. Повітовий організатор товариства «Просвіта» у Підгайцях, головний  начальник постачання Армії УНР (генерал-хорунжий), сотник Січових Стрільців Армії УНР.

## Життєпис

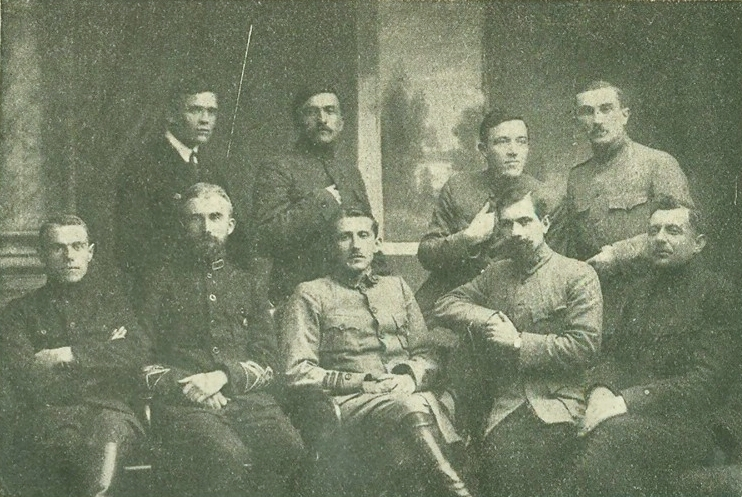
Штаб Січових Стрільців після розформування (1920) : сидять зліва направо Михайло Матчак, Андрій Мельник, Євген Коновалець, Роман Сушко, Іван Даньків; стоять зліва направо Іван Андрух, Роман Дашкевич, Василь Кучабський, Ярослав Чиж

Випускник старшинської школи австро-угорської армії в 1902. Під час Першої світової війни командир сотні. Потрапив пораненим до російського полону. 
Восени 1917 прибув до Києва. У складі Галицько-Буковинського куреня Січових Стрільців брав участь у боях із загонами М. Муравйова (у квітні 1918 призначений ком-ром сотні 1-го полку). 
За Гетьманату – помічник київського губернського інтенданта, згодом служив у Головному управлінні ремонту військ України командиром куреня та старшиною для доручень. Від січня 1919 – головний начальник постачання Армії УНР (генерал-хорунжий).
Був одружений з Михайлиною Осипівною Григорською; сини — Володимир, Олександр, Богдан, Роман; дочки — Іванка, Галина, Олена та Ольга.
У 1939 році заарештований радянською владою за приналежність до Січових Стрільців та ОУН, засуджений на 8 років позбавлення волі. Розстріляний у 1946 році.